# Mărunței (okręg Aluta)
Mărunței – wieś w Rumunii, w okręgu Aluta, w gminie Mărunței. W 2011 roku liczyła 2593 mieszkańców.